# Paul Causeret
Paul Causeret est un homme politique français né le 2 mars 1868 à Luxeuil-les-Bains (Haute-Saône) et décédé le 10 décembre 1927 à Paris.
Médecin, il est conseiller municipal de Luxeuil-les-Bains, conseiller général, il est député de la Haute-Saône de 1919 à 1927, siégeant au groupe de l'Entente républicaine démocratique. 

## Sources
- « Paul Causeret », dans le Dictionnaire des parlementaires français (1889-1940), sous la direction de Jean Jolly, PUF, 1960 [détail de l’édition]